# Benny Barnes
Benny Barnes é um ex-jogador profissional de futebol americano estadunidense.

## Carreira
Benny Barnes foi campeão da temporada de 1977 da National Football League jogando pelo Dallas Cowboys.